# Пинейру, Лейла
Ле́йла Пине́йру, Пиньейру (Leila Pinheiro) (род. 16 октября 1960 года, Белем) — бразильская певица и пианистка. Видный представитель бразильской популярной музыки (MPB).

## Очерк биографии и творчества
Систематического музыкального образования не получила. Брала уроки фортепиано (с 1974 года) в Белене у Гильерме Кутинью (Guilherme Coutinho). Как певица дебютировала в 1980 году в Белене (Theatro da Paz, шоу под названием Sinal de Partida). В 1981 году Лейла переехала в Рио-де-Жанейро, где записала свой первый сольный LP-альбом Leila Pinheiro. В 1984 году  гастролировала с трио Zimbo, выступив с серией концертов за рубежом, но настоящий успех пришёл, когда она получила награду «Певица-откровение» на Festival dos Festivais (TV Globo, 1985), где исполнила песню Verde. 
По приглашению художественного руководителя Polygram (ныне Universal Music) Роберту Менескаля стала сотрудничать с этой фирмой грамзаписи. На этом лейбле дебютировала с альбомом Olho nu (1986), благодаря успеху которого удостоилась представлять Бразилию на Всемирном фестивале компании Ямаха (Festival Mundial Yamaha). 
В 1989 году выпустила LP-альбом Bênção Bossa Nova, который разошёлся тиражом в двести тысяч экземпляров — беспрецедентный рекорд для аудиозаписи музыки в жанре босса-новы. В 1994 году на лейбле EMI Пинейру выпустила LP-альбом Isso é Bossa Nova, который закрепил её репутацию как исполнительницы босса-новы. Среди других важных альбомов — Catavento e Girassol (1996) и Na Ponta da Língua (1998)
В конце 1990-х годов и начале 2000-х часто выступала со своим партнёром и другом Иваном Линсом, в том числе в в Карнеги-холле — на концерте памяти А. К. Жобина (1997) и в сольном концерте Линса (2000). В альбоме Пинейру Reencontro (2000) Линс принял участие в качестве композитора, аранжировщика и певца. Пинейру также принимала участие в специальных проектах «Tributo a Tom Jobim» (лейбл Som Livre) и «Симфония Рио-де-Жанейро» (с музыкой Жобина). Продолжала выпускать альбомы (сольно и в ансамбле с другими музыкантами) до 2020 года, в том числе продолжала творчески сотрудничать с Роберту Менескалем (альбом Faz parte do meu show).

## Дискография
| Заглавие                                                              | Подробности                                                     |
| --------------------------------------------------------------------- | --------------------------------------------------------------- |
| Leila Pinheiro                                                        | - Релиз: 01.1983 - Лейбл: (независимый) - Формат: LP            |
| Olho nu                                                               | - Релиз: 07.1986 - Лейбл: Deck produções - Формат: LP, CD       |
| Alma                                                                  | - Релиз: 08.03.1988 - Лейбл: Philips - Формат: LP, CD           |
| Bênção, bossa nova                                                    | - Релиз: 11.1989 - Лейбл: Philips - Формат: LP, CD              |
| Outras caras                                                          | - Релиз: 15.07.1991 - Лейбл: Philips, PolyGram - Формат: LP, CD |
| Coisas do Brasil                                                      | - Релиз: 07.1993 - Лейбл: Philips - Формат: CD                  |
| Isso é bossa nova                                                     | - Релиз: 13.10.1994 - Лейбл: EMI - Формат: CD                   |
| Catavento e Girassol                                                  | - Релиз: 1996 - Лейбл: EMI - Формат: CD                         |
| Na ponta da língua                                                    | - Релиз: 14.09.1998 - Лейбл: EMI - Format: CD                   |
| Reencontro (с участием И. Линса)                                      | - Релиз: 07.2000 - Лейбл: EMI - Формат: CD                      |
| Mais coisas do Brasil                                                 | - Релиз: 2001 - Лейбл: EMI - Формат: CD                         |
| Nos horizontes do mundo                                               | - Релиз: 2005 - Лейбл: Biscoito Fino - Формат: CD               |
| Nos horizontes do mundo (концертная версия)                           | - Релиз: 2007 - Лейбл: Biscoito Fino - Формат: CD, DVD          |
| Agarradinhos (совместно с Р. Менескалем)                              | - Релиз: 2007 - Лейбл: EMI - Формат: CD                         |
| Pra iluminar                                                          | - Релиз: 2009 - Лейбл: Tacacá Music - Формат: CD, DVD           |
| Meu segredo mais sincero                                              | - Релиз: 06.2010 - Лейбл: Biscoito Fino - Формат: CD            |
| Raiz                                                                  | - Релиз: 2012 - Лейбл: Biscoito Fino - Формат: CD               |
| Céu e mar                                                             | - Релиз: 2013 - Лейбл: Biscoito Fino - Формат: CD               |
| Por onde eu for                                                       | - Релиз: 2015 - Лейбл: Biscoito Fino - Формат: EP               |
| Vamos partir pro mundo (совместно с Antonio Adolfo)                   | - Релиз: 2020 - Лейбл: Deck - Формат: CD                        |
| Faz parte do meu show cazuza em bossa (с Р. Менескалем и Р. Сантусом) | - Релиз: 2020 - Лейбл: Som Livre - Формат: CD                   |
| Cenas de um amor (с ансамблем Seis com Casca)                         | - Релиз: 2020 - Лейбл: Azul - Формат: CD                        |